# Orkland
Orkland is een gemeente in de Noorse provincie Trøndelag. De huidige gemeente ontstond in 2020 als resultaat van een fusie van de gemeenten Agdenes, Meldal en Orkdal, aangevuld met een deel van de gemeente Snillfjord. Eerder bestond er een gemeente Orkland tussen 1920 en 1967. Orkland heeft ongeveer 19.000 inwoners.

## Beschrijving
Orkland ligt in het zuidwesten van Trøndelag. De grootste plaats in de gemeente is Orkanger, waar ook het gemeentebestuur is gevestigd. De naam van de gemeente, net als van Orkanger, verwijst naar de rivier de Orkla, de langste rivier in Trøndelag, die bij Orkanger uitmondt in de Orkdalsfjord, een zij-arm van de Trondheimfjord.
Åfjord · Flatanger · Frosta · Frøya · Grong · Heim · Hitra · Holtålen · Høylandet · Inderøy · Indre Fosen · Leka · Levanger · Lierne · Malvik ·  Melhus · Meråker · Midtre Gauldal · Nærøysund · Namsos · Namsskogan · Oppdal · Orkland · Ørland · Osen · Overhalla · Rennebu · Rindal · Røros · Røyrvik · Selbu · Skaun · Snåsa · Steinkjer · Stjørdal · Trondheim · Tydal · Verdal

Fylker van Noorwegen